# 심훈 (1941년)
심훈(沈勳, 1941년 9월 23일 ~ )은 한국은행 부총재, 한국은행 금융통화위원회 위원, 부산은행 은행장 등을 지낸 대한민국의 금융인이다.

## 주요 경력
- 한국은행 국제담당 이사
- 한국은행 부총재
- 부산광역시 사회복지공동모금회 회장
- 부산은행 은행장
- 국민경제자문회의 거시경제분야 자문위원
- 한국은행 금융통화위원회 상임자문위원

## 학력
- 부산고등학교 졸업
- 서울대학교 경제학과 학사
- 미국 예일 대학교 경제학 석사

## 가계
- 15대조 : 심광언
  - 14대조 : 심현
    - 13대조 : 심종범
      - 12대조 : 심탁
        - 11대조 : 심지한 - 홍문관 부제학 · 좌부승지 · 호조참의 · 병조참의 · 공조 참의
          -             -               -                 - 아버지 : 심충구
                  - 형 : 심명식
                  - 본인 : 심훈
                    - 아들 : 심형찬
                    - 딸 : 심혜원

                  - 동생 : 심중식
                  - 누나 : 심조숙
                  - 여동생 : 심영숙
                  - 여동생 : 심문숙

## 같이 보기
- 심광언
- 심영섭
- 심형구
- 한국은행
- 부산은행

## 참조
부산일보 - 5년8개월 만에 퇴임하는 심훈 부산은행장
| 전임 최연종 | 제23대 한국은행 부총재 1998년 4월 4일 ~ 2000년 7월 14일 | 후임 박철 |